# Мрясово (Новосергієвський район)
Мря́сово (рос. Мрясово) — село у складі Новосергієвського району Оренбурзької області, Росія.

## Населення
Населення — 299 осіб (2010; 322 у 2002).
Національний склад (станом на 2002 рік):
- башкири — 94 %